# Флипчарт

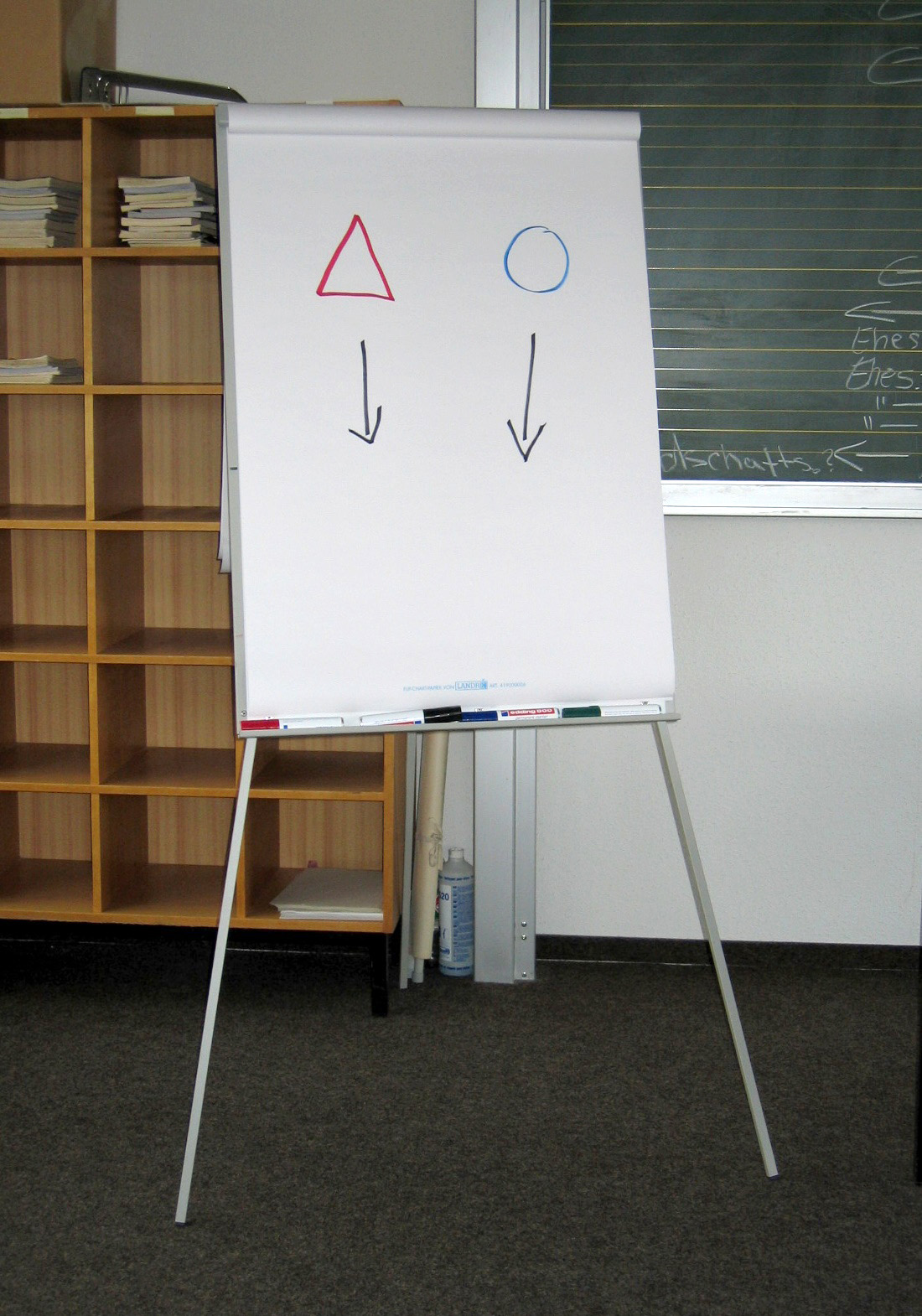
Флипчарт

Флипча́рт (англ. flip chart — перекидной чертёж), офисный мольберт — магнитно-маркерная доска с креплением для листа или блока бумаги, переворачиваемой по принципу блокнота.
Используется для проведения лекций, семинаров и прочих подобных мероприятий. Имеет опору на колёсиках или в виде треноги. Нередко на нём пишется незаметный для участников мероприятия план выступления; иногда на листах намечается карандашом изображение рисунков или таблиц, чтобы во время занятий можно было обвести их маркерами и тем самым сэкономить время.

## Переносные флипчарты
Существуют переносные флипчарты в виде тубуса с ремнём для переноски, внутри которого на оси закреплён рулон матовой пластиковой плёнки, которую можно отматывать через продольную прорезь тубуса. При использовании тубус крепится в горизонтальном положении поверх любой поверхности (например, верхней кромки двери) с помощью двух раскладывающихся скоб-креплений. Необходимый участок плёнки отматывается через прорезь и плотно прилипает к любой поверхности, так как плёнка имеет электростатический заряд. После нанесения изображения стандартными фломастерами (перманентными или на водной основе), заполненный участок плёнки можно отрезать встроенным лезвием-резаком, движущимся вдоль прорези. Отрезанный участок с нанесёнными надписями, схемами, рисунками можно легко отделить от начальной поверхности и перенести на любую другую поверхность, необязательно гладкую и подходящую для письма (например, дощатый забор, стена с побелкой, ствол дерева), что позволяет в ходе доклада не стирать уже написанное и продолжать активно ссылаться на предыдущие записи, так как для демонстрации записей возможно использовать всё окружающее пространство.